# Hubrig (Ratsgeschlecht)

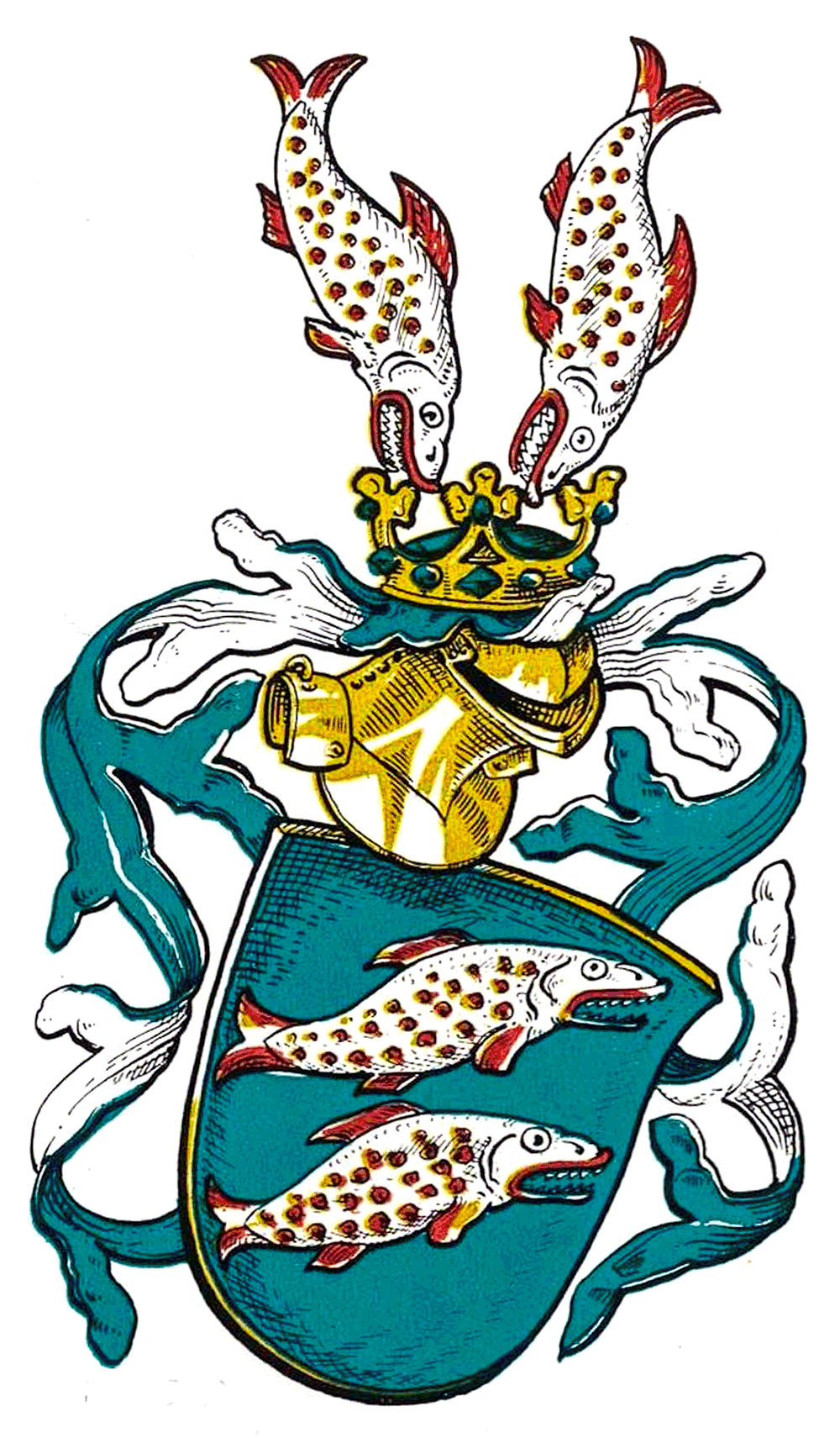
Stammwappen der Familie Hubrig (Rudolf Stein: Der Rat und die Ratsgeschlechter des alten Breslau)

Hubrig war der Name eines aus Oels stammenden Breslauer Ratsgeschlechts.

## Geschichte
- Das am ältesten bekundete Mitglied derer von Hubrig war Johann Hubrig (* 1548; † 31. Dezember 1611), Rentschreiber im Herzogtum Oels, danach Rentamtsverwalter in Bernstadt.
  - Vermutlich ein Sohn des genannten Johann Hubrig war der gleichnamige Johann (* 25. April 1604; † 26. August 1663), Regierungsrat im Herzogtum Oels, im Jahr 1638 Konsistorial- und Kammerrat, im Jahr 1646 Vizekanzler und später Kanzler. Er war verheiratet mit einer von Schmidtmayer aus der Oberpfalz. Als seine Kinder sind Johann Friedrich, Johann Christian, Johann Ernst, Dorothea Marie und Susanna Margareta überliefert.
    - Johann Friedrich (* 26. Mai 1638 in Bernstadt; † 21. Februar 1703 in Schweidnitz) war ein unverheiratet gebliebener Arzt.
    - Johann Christian († 1717 in Oels) studierte in Leipzig (fälschlicherweise angegeben das Jahr 1568) und ging dann spätestens im Jahr 1666 in herzoglich oelsnische Dienste, und zwar als „Informator“ der herzoglichen Kinder, dann als Regierungs- und Kammerrat. Später verließ er den Hofdienst und kaufte die Güter Zessel (1678) und Wiesegrade (1682). Im Jahr 1685 heiratete er Ursula Katharina von Goldbach. Am 9. Mai 1712 wurden er und sein Neffe Ernst Christian in den Ritterstand erhoben.
Johann Christian hinterließ Julius Friedrich, Susanne Katharina, Rosina Magdalena, Johanna Margarethe, Elisabeth Christine und Balthasar Ernst.
      - Rosina Magdalena, Elisabeth Christine und Balthasar Ernst starben jung, Susanne Katharina heiratete Theophil von Lange, Johanna Margarethe heiratete Caspar Heinrich von Warkotsch auf Neudorf.
      - Julius Friedrich (* 1697; † 1743) wohnte in Wiesegrade, studierte in Frankfurt (Oder) und war schließlich Leutnant in Hessen-Kassel. Er war verheiratet mit Barbara Magdalena von Studnitz und hinterließ Helene Charlotte, die einen von Wallenrodt heiratete. Julius Friedrich starb im Jahr 1743 als der letzte männliche Spross derer von Hubrig.

    - Johann Ernst († 31. Oktober 1699 in Breslau) studierte seit dem Jahr 1663 in Leipzig und wurde Regierungssekretär im Herzogtum Oels. Er zog dann nach Breslau, wo er im Jahr 1698 zum Schöffen gewählt wurde, als welcher er im Folgejahr starb. Dass Johann Ernst in den Jahren 1696 bis 1699 Ratsältester und Bürgermeister war (wie bei Daniel Gomolcky angegeben),[1] hielt Oskar Pusch für „in keinem Fall zu[treffend]“. Im Jahr 1674 heiratete Johann Ernst Rosine Goldbach. Sie war eine Halbschwester Balthasars von Goldbach, des Vaters der Frau Johann Ernsts Bruder Johann Christian.
Johann Ernst hinterließ Rosine Elisabeth und Ernst Christian.
      - Rosine Elisabeth († 1755) war in erster Ehe mit Gottlieb von Albrecht und Baumann verheiratet und in zweiter Ehe mit Heinrich Leopold von Rheinbaben.
      - Ernst Christian († 17. Mai 1741) studierte seit dem Jahr 1704 in Frankfurt (Oder) und wurde im Jahr 1712 Ratsherr in Breslau. 29 Jahre war er im Wechsel Schöffe und Konsul, bis er starb. Zur Angabe bei Gomolcky,[2] Ernst Christian sei im Jahr 1712 Ratsältester und Bürgermeister gewesen, bemerkte Oskar Pusch, sie „entbehrt jeder Grundlage“. In den Jahren 1738 bis 1740 war Ernst Christian gleichzeitig Schöffe und Kellerherr des Schweidnitzer Kellers. Auch wurde er zum kaiserlichen Kommerzienrat ernannt. Er war dreimal verheiratet. Seine erste Ehefrau war Rosine Caroline von Haupt (* 1708; † 1728), Tochter des Breslauer Landeshauptmanns Karl Heinrich von Haupt und der Rosina Margarethe von Goldbach. Letztere war eine Halbschwester Ursula Katharinas, der Frau Ernst Christians Onkel Johann Christian. Ernst Christians zweite Ehefrau war eine von Tarnau, seine dritte Ehefrau eine Sachs von Löwenheim.

## Wappen
Das Wappen derer von Hubrig ist wie folgt blasoniert: „In blau zwei schräglinks aufwärts übereinander liegende Forellen“.
Kleinod: Die Forellen schräg auswärts auf der Krone gestürzt. Helmdecken: blau-silbern.
In einer Variante des Wappens ist der Schild rot statt blau, gleichwohl die Helmdecken rot-silbern, die Forellen im Schild schrägrechts übereinander liegend. Als Kleinod ist hier nur eine Forelle senkrecht gestürzt.

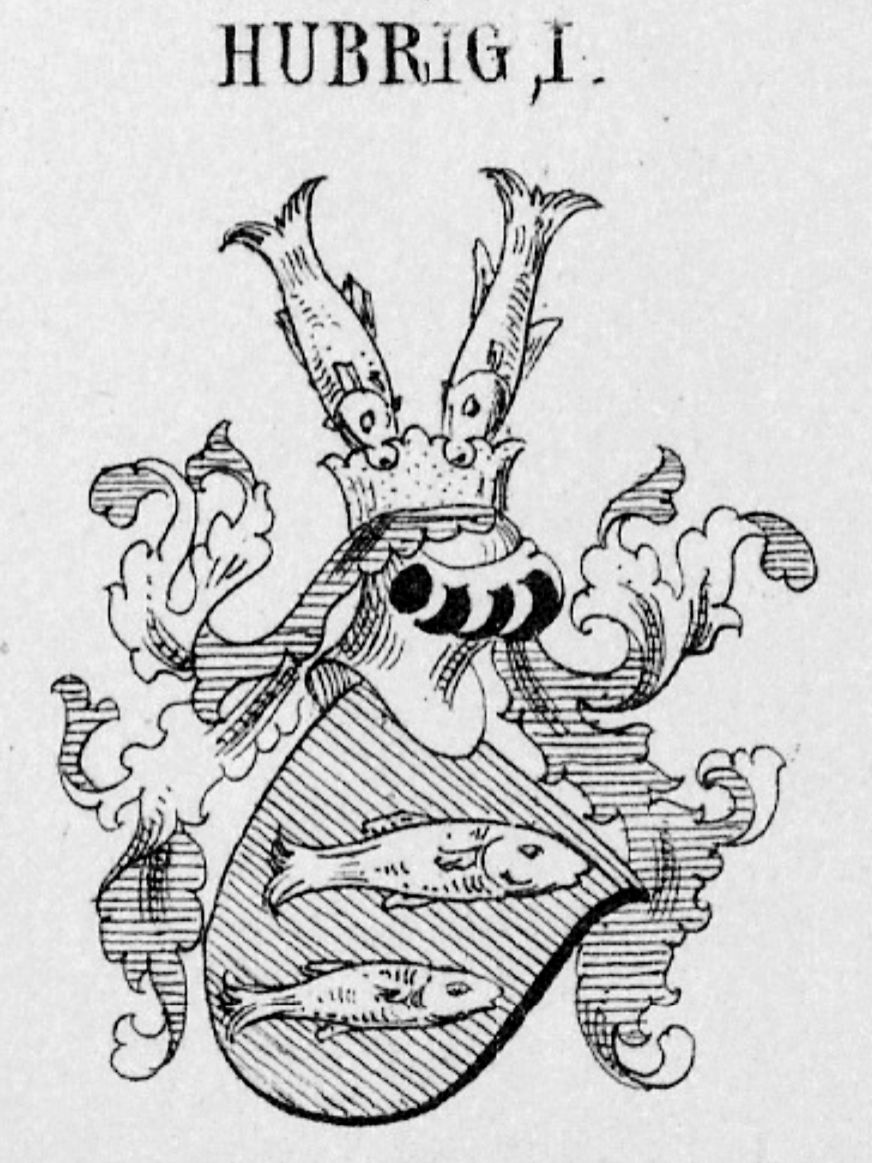
Stammwappen in Siebmachers Wappenbuch
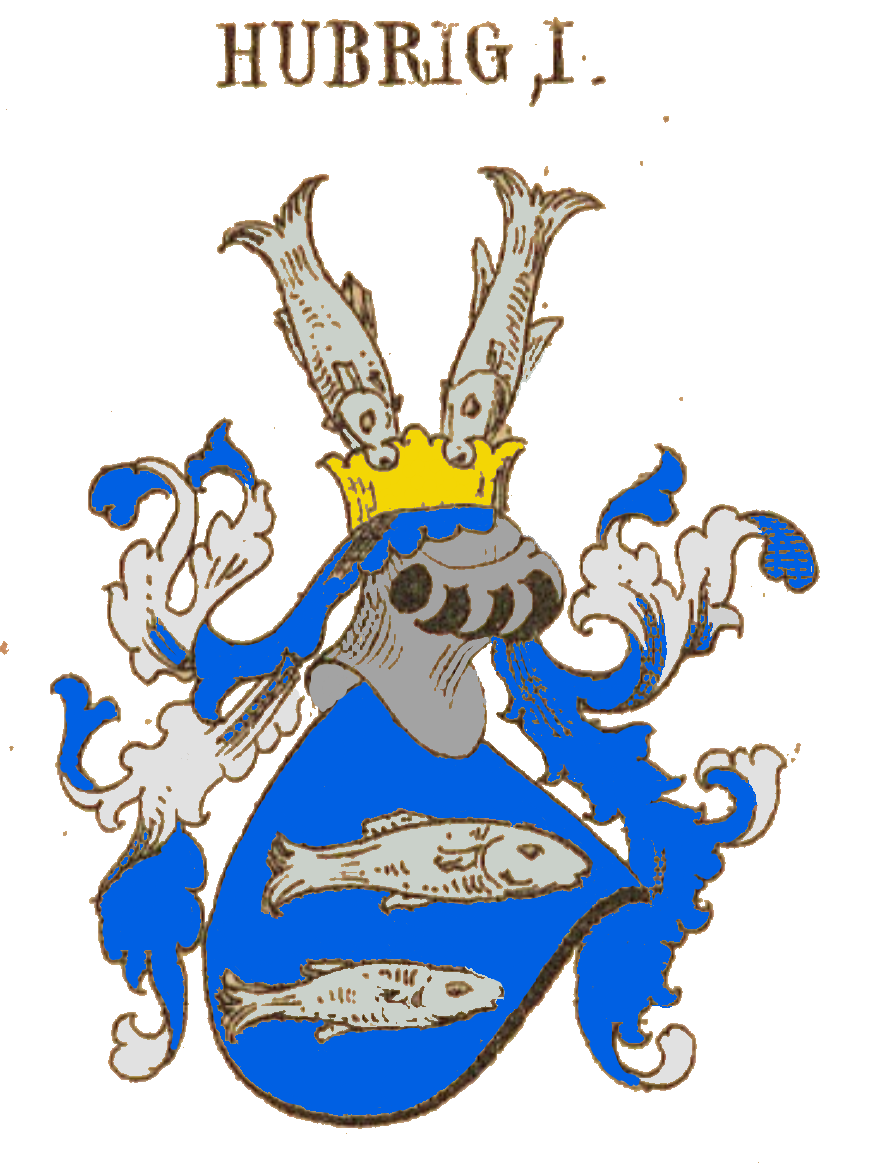
Stammwappen koloriert
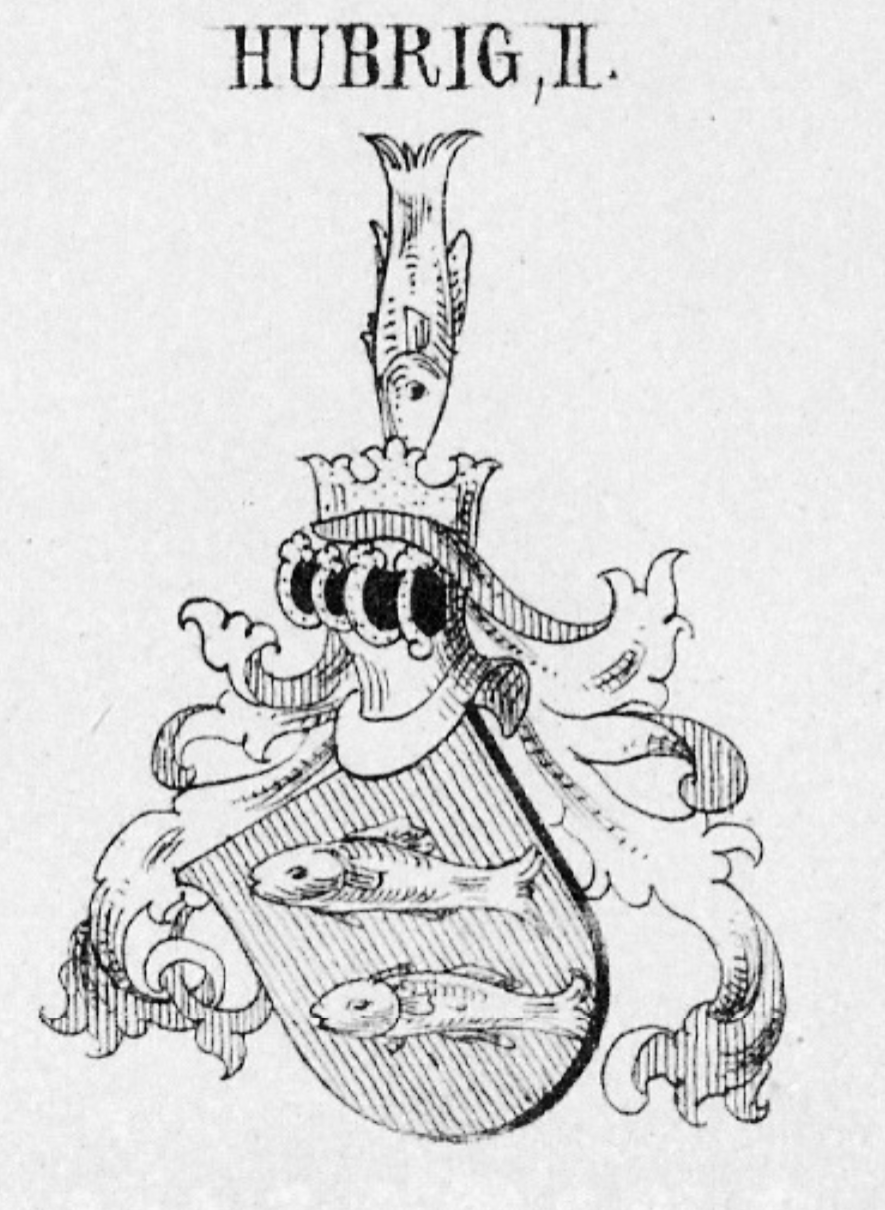
Wappenvariante in Siebmachers Wappenbuch
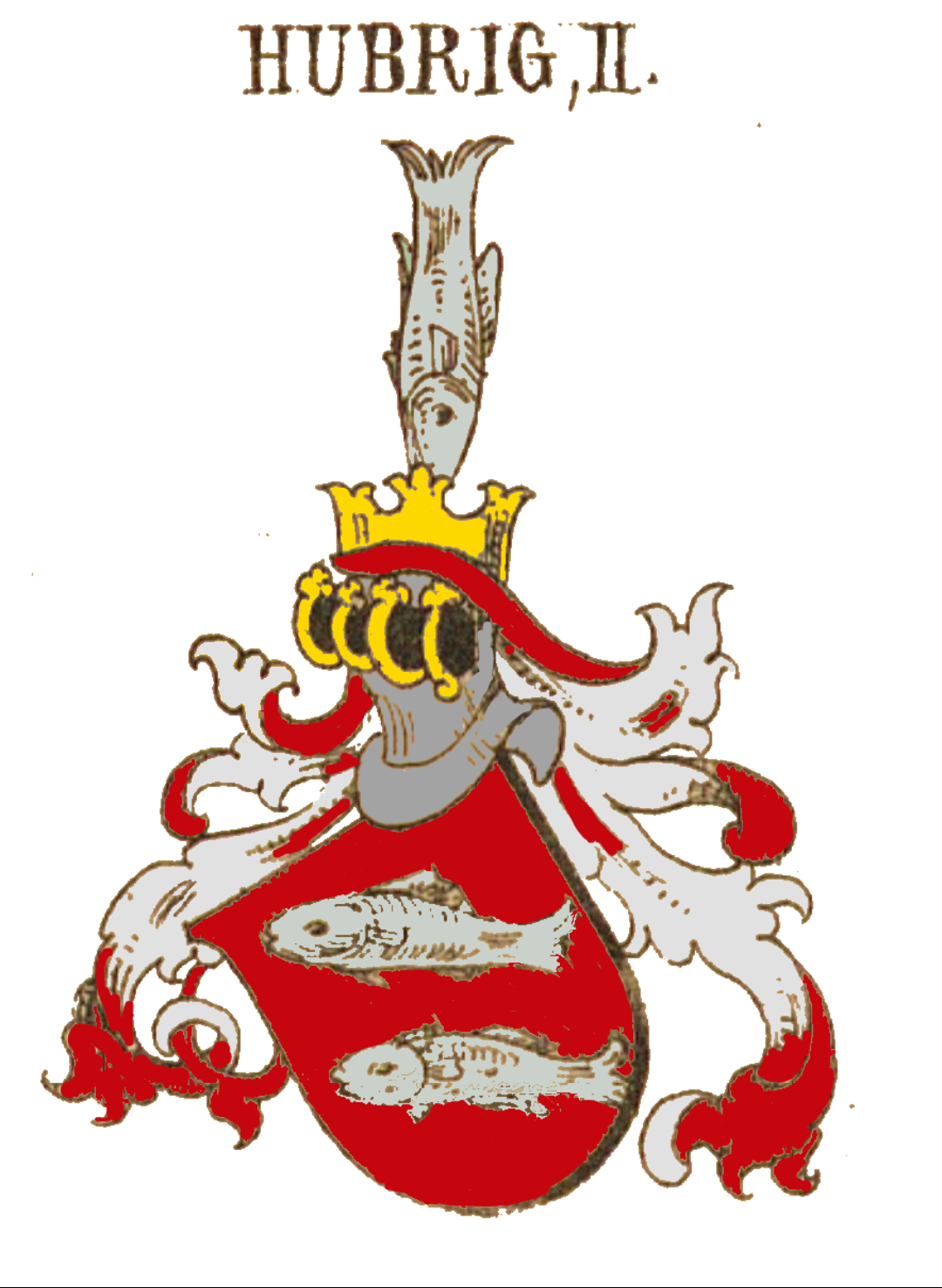
Wappenvariante koloriert